# ULPA
ULPAフィルタ (ウルパフィルタ、英: Ultra Low Penetration Air Filter) とは、空気中からゴミ、塵・埃などを取り除き、清浄空気にする目的で使用するエアフィルタの一種である。空気清浄機やクリーンルームのメインフィルタとして用いられる。
日本工業規格 JIS Z 8122『コンタミネーションコントロール用語』 によって、「定格風量で粒径が0.15 µmの粒子に対して99.9995％以上の粒子捕集率をもち、かつ初期圧力損失が245 Pa以下の性能を持つエアフィルタ」と規定されている。
ULPAフィルタはHEPAフィルタの粒子捕集効率を上げるために濾材密度を高め、空気抵抗を減らすために厚みを薄くさせたものである。そのため、強度が弱いという欠点を持つ。